# تحول جنسي
الشخص المتحول جنسيًا (بالإنجليزية: transgender) (ويُختصر غالبًا إلى "ترانس")، هو فرد تتباين هويته الجندرية عن الجنس المحدد له عند الولادة. وعلى النقيض من ذلك، يُطلق مصطلح " التوافق الجنسي" على الأشخاص الذين تتطابق هويتهم الجندرية مع جنسهم عند الولادة.
في كثير من الأحيان، يرغب الأشخاص المتحولون جنسيًا في الحصول على مساعدة طبية للانتقال الجندري، وقد يُطلق على من يسعون إلى ذلك مصطلح "ترانس سكشوال" (transsexual). ومع ذلك، لا يوجد تعريف موحد لمصطلح "متحول جنسيًا"، حتى بين الباحثين؛ إذ يُستخدم أحيانًا كمصطلح شامل. ويشمل هذا التعريف كلًا من الرجال المتحولين والنساء المتحولات ضمن الهويات الثنائية، كما قد يشمل أشخاصًا غير ثنائيي الجندر أو ذوي الهوية الجندرية غير النمطية، مثل الجندر كوير.
توجد مجموعات أخرى مرتبطة بالمجال الجندري، منها من يُعرفون بالجندر الثالث، ومرتدو الملابس من الجنس الآخر، وفنانو الدراغ (رجال أو نساء يتقمصون أدوار الجنس الآخر ضمن أداء فني)، وقد تُدرج بعض التعريفات هذه الفئات ضمن مصطلح "متحول جنسيًا".
من المهم التمييز بين الهوية الجندرية والميول الجنسية، فالمتحولون جنسيًا قد يكونون مغايري أو مثليي أو مزدوجي الميول الجنسية أو لا جنسيين أو قد يختارون عدم تحديد ميولهم. تختلف الإحصائيات الدقيقة حول عدد المتحولين جنسيًا حول العالم بسبب تباين التعريفات، وتُقدَّر نسبتهم عالميًا عمومًا بأقل من 1%، مع أرقام تتراوح بين أقل من 0.1% إلى 0.6%. وقد بدأت بعض الدول، مثل كندا في عام 2021، بجمع بيانات سكانية رسمية حول المتحولين جنسيًا.
يعاني كثير من المتحولين جنسيًا من اضطراب الهوية الجندرية، وقد يسعون للحصول على علاجات طبية، مثل العلاج الهرموني أو الجراحة التصحيحية أو الدعم النفسي، رغم أن بعضهم لا يرغب في هذه العلاجات أو لا يستطيع الحصول عليها لأسباب قانونية أو مالية أو صحية.
يختلف الوضع القانوني للمتحولين جنسيًا من بلد إلى آخر، وغالبًا ما يواجهون التمييز أو العنف المرتبط برهاب التحول الجنسي، سواء في أماكن العمل أو الخدمات العامة أو الرعاية الصحية، وفي العديد من الدول لا يتمتعون بحماية قانونية كافية. ومع ذلك، تُنظم فعاليات ثقافية عدة للتوعية بحقوق المتحولين، منها "يوم ذكرى المتحولين جنسيًا" و"اليوم العالمي لرؤية المتحولين جنسيًا"، كما يُعد علم المتحولين جنسيًا رمزًا شائعًا للفخر والهوية.

## التوجه الجنسي
النوع الاجتماعي، والهوية الجندرية، والتحول الجندري هي مفاهيم متميزة عن التوجه الجنسي. فالتوجه الجنسي يشير إلى النمط الدائم لجاذبية الفرد تجاه الآخرين (سواء كان مغايرًا جنسيًا، مثليًا، مزدوج الميول، لاجنسيًا، وغير ذلك)، في حين أن الهوية الجندرية تتعلق بإدراك الشخص الفطري لهويته كذكر أو أنثى أو غير ثنائي. يمكن أن يكون المتحولون جنسيًا من أي توجه جنسي، وعادة ما يستخدمون المصطلحات التي تتوافق مع هويتهم الجندرية وليس مع الجنس الذي وُلدوا عليه. فعلى سبيل المثال، النساء المتحولات اللواتي ينجذبن حصريًا إلى نساء أخريات غالبًا ما يعرّفن أنفسهن على أنهن سحاقيات، بينما الرجال المتحولون الذين ينجذبون فقط إلى النساء غالبًا ما يعرّفون أنفسهم بأنهم مغايرون جنسيًا.
يصف العديد من المتحولين جنسيًا توجههم الجنسي بأنه "كوير" (queer)، سواء بالإضافة إلى مصطلحات أخرى أو بديلًا عنها.
على مدى معظم القرن العشرين، جرى الخلط بين الهوية المتحولة جنسيًا والمثلية الجنسية وارتداء الملابس المغايرة (الترانسفيزم). وفي الأدبيات الأكاديمية القديمة، استخدم علماء الجنس مصطلحات مثل "المتحول الجنسي المثلي" و"المتحول الجنسي المغاير" لتصنيف توجه المتحولين بناءً على جنسهم عند الولادة. لكن هذه المصطلحات أصبحت محل انتقاد وتُعد "غيرية-مركزية" (heterosexist)، و"قديمة"، و"مُهينة". أما الأدبيات الأحدث، فتميل إلى استخدام أوصاف محايدة، مثل "منجذب إلى الرجال" (أندروفيلي)، أو "منجذب إلى النساء" (غاينوفيلي)، أو "منجذب إلى الجنسين" (ثنائي الميول)، أو "غير منجذب" (لاجنسي)، دون الإشارة إلى الجنس المولود عليه الشخص.
بدأ المعالجون النفسيون كذلك بإدراك أهمية استخدام المصطلحات التي تتماشى مع هوية المريض الجندرية وتفضيلاته الشخصية.
وفقًا للمسح الأمريكي للمتحولين جنسيًا لعام 2015، الذي شمل 27,715 مشاركًا من المتحولين وغير الثنائيين، أفاد 21% بأن مصطلح "كوير" هو الأنسب لوصف ميولهم الجنسية، و18% قالوا "بانسكسوال"، و16% "مثلي/سحاقي/محب لنفس الجنس"، و15% "مغاير جنسيًا"، و14% "ثنائي الميول"، و10% "لاجنسي".
أما في كندا، فقد أظهر مسح أجري عام 2019 على 2,873 شخصًا متحولًا أو غير ثنائي أن: 51% عرفوا أنفسهم بأنهم "كوير"، 31% "بانسكسوال"، 28% "ثنائي الميول"، 15% "سحاقي"، 13% "مثلي"، 13% "لاجنسي"، 8% "مغاير جنسيًا"، 4% "ذو روحين" (two-spirit، مصطلح خاص بالسكان الأصليين في أمريكا الشمالية)، 9% غير متأكدين أو لا يزالون في طور التساؤل
أظهرت دراسة أجريت عام 2009 في إسبانيا أن 90% من النساء المتحولات قلن إنهن منجذبات إلى الرجال (androphilic)، و94% من الرجال المتحولين قلن إنهم منجذبون إلى النساء (gynephilic).

## الرعاية الصحية الجسدية
توجد إجراءات طبية وعمليات جراحية لبعض المتحولين جنسياً. العلاج بالهرمونات البديلة للرجال المتحولين يتضمن نموّ اللحية، تغيير الشعر، الصوت وتوزيع الدهون.العلاج بالهرمونات البديلة للنساء المتحولات يتضمن توزيع الدهون وتغيير الثديين. يتم إزالة الشعر الزائد عند النساء المتحولات بالليزر والتحليل الكهربائي. العمليات الجراحية للنساء المتحولات تنعّم الصوت، تغيّر البشرة، الوجه، إزالة تفاحة آدم، الثدي، الخصر، الأرداف والأعضاء التناسلية. تتم العمليات الجراحية للرجال بتغيير الصدر والأعضاء التناسلية وإزالة الرحم، المبيض وقناة فالوب.

## الدراسات الجينية
تقترح الدراسات أن انخفاض الأندروجين يساهم في تحديد هوية الجنس الأنثوي للمتحولين من ذكور إلى إناث. قد يكون انخفاض هرمون التستستيرون في الدماغ خلال النمو يؤدي إلى ذكورية غير مكتملة في الدماغ لدى الذكور المتحولين جنسيا إلى الإناث مما أدى إلى دماغ وهوية الجنس أكثر أنثوية.